# Aequam memento servare mentem
La locuzione latina Aequam memento servare mentem, tradotta letteralmente, significa ricordati di mantenere la mente serena. Orazio (lib. II, ode III, v. 1)
Il contesto in cui è inserita la frase è
...Aequam memento rebus in arduis

servare mentem, non secus in bonis

ab insolenti temperatam laetitia.
Ricordati di conservare serena la mente nelle difficoltà, senza abbandonarti alla gioia smisurata nelle situazioni fortunate.

In questo passo risulta evidente la filosofia dell'aurea mediocritas, di cui l'autore fu un profondo assertore, nell'invito a mantenere la tranquillità e la serenità, senza lasciarsi travolgere dalle situazioni, buone o cattive che siano.